# Kaplica Wielka
Kaplica Wielka (biał. Вялікая Капліца) – wieś na Białorusi, w obwodzie grodzieńskim w rejonie grodzieńskim, w sielsowiecie Putryszki. 

## Historia
Dawniej w województwie trockim Rzeczypospolitej Obojga Narodów. W czasach zaborów w granicach Imperium Rosyjskiego, w guberni grodzieńskiej. W latach 1921–1939 wieś leżała w Polsce, w województwie białostockim, w powiecie grodzieńskim, w gminie Wiercieliszki.
Według Powszechnego Spisu Ludności z 1921 roku zamieszkiwało tu 316 osób, 292 było wyznania rzymskokatolickiego, 21 prawosławnego a 3 ewangelickiego. Jednocześnie 312 mieszkańców zadeklarowało polską przynależność narodową, 4 białoruską. Były tu 54 budynki mieszkalne.
Miejscowość należała do parafii rzymskokatolickiej i prawosławnej w Grodnie. Podlegała pod Sąd Grodzki i Okręgowy w Grodnie; właściwy urząd pocztowy mieścił się w Grodnie.
W wyniku napaści ZSRR na Polskę we wrześniu 1939 miejscowość znalazła się pod okupacją sowiecką. 2 listopada została włączona do Białoruskiej SRR. 4 grudnia 1939 włączona do nowo utworzonego obwodu białostockiego. Od czerwca 1941 roku pod okupacją niemiecką. 22 lipca 1941 r. włączona w skład okręgu białostockiego III Rzeszy. W 1944 miejscowość została ponownie zajęta przez wojska sowieckie i włączona do obwodu grodzieńskiego Białoruskiej SRR.
Od 1991 wchodzi w skład Białorusi.